# Gremlin

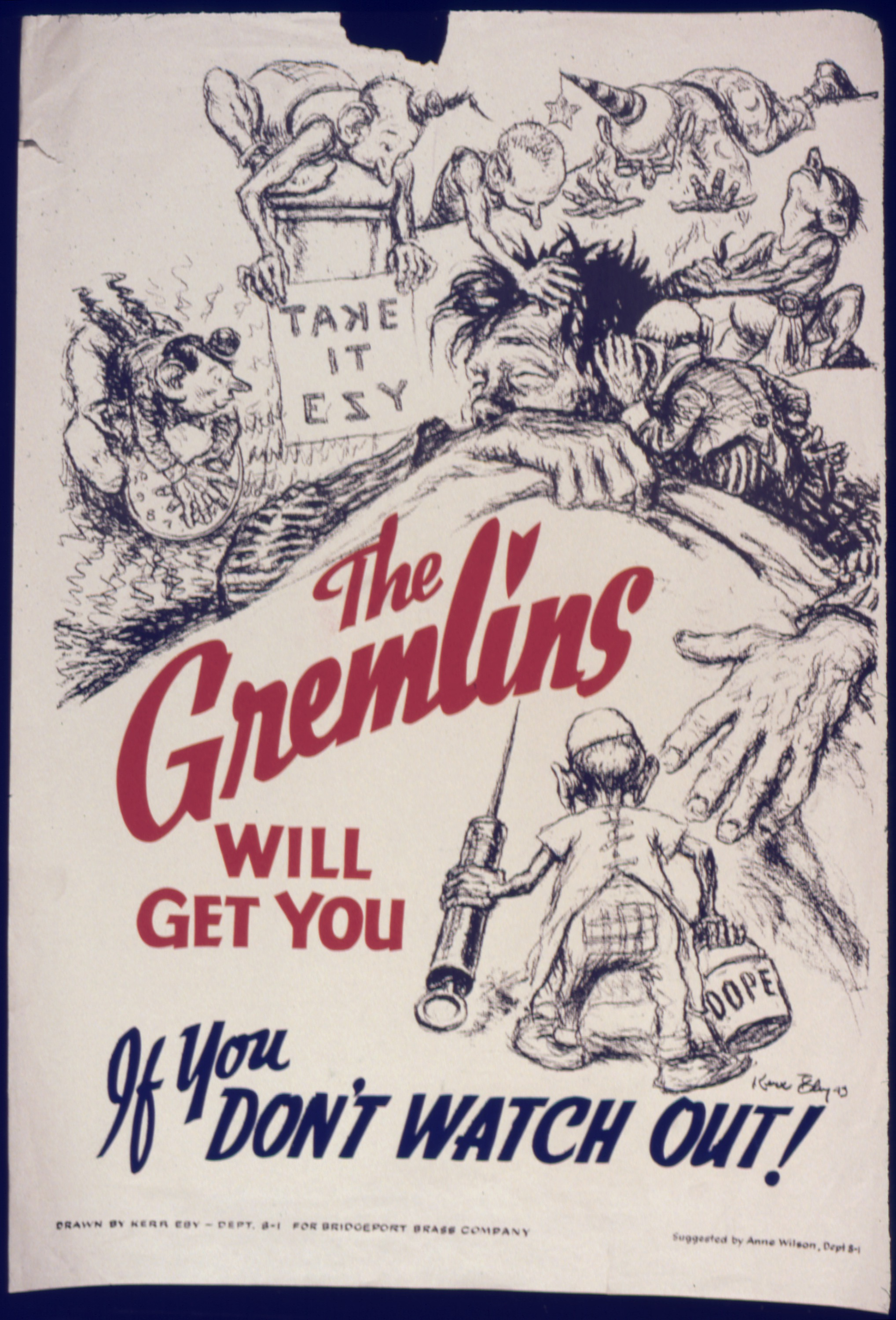

Um gremlin é uma criatura mitológica de natureza malévola popular na tradição saxã-germânica. O nome gremlin provém do inglês antigo grëmian, que significa “irritar” ou “incomodar”. Também está relacionado com grim, “sinistro”, e no termo alemão, grämen, “confusão”.

## História
Os gremlins são populares como criaturas capazes de sabotar qualquer tipo de equipamento. A popularidade dos gremlins veio de uma história contada entre os pilotos da RAF (Força Aérea Real Britânica) a serviço no Oriente Médio durante a Segunda Guerra Mundial. Esses seres seriam uma forma de explicar os frequentes acidentes que aconteciam durante os voos, as estranhas quedas que ocorriam na ausência de ataques inimigos.
Foram feitos dois filmes sobre essas criaturas, mostrando todos os seus aspectos críticos: Gremlins (Joe Dante, 1984) e Gremlins 2 (Joe Dante, 1990).
Os gremlins nesses filmes são apresentados em duas fases: a Mogwai, que seria o estágio infantil destes seres, no qual são quase inofensivos, e Gremlins, que são muito perigosos. Diz-se também que existem três coisas que não pode ser feito com um Gremlin ou Mogwai e deve ser evitado a todo custo para que tudo corra bem. A primeira é que a luz não deve ser administrada diretamente a eles, pois a odeiam: não se deve dar a luz do sol, sob o risco de ser morto. A segunda é que eles nunca devem entrar em contato com a água, pois quando isso ocorre com um Mogwai, saem bolas de pelos de suas costas, e assim ele se reproduz, em cópias parecidas, porém, mais travessas. Mas o que jamais se deve fazer a um Mogwai é alimentá-lo depois da meia noite, realizando assim a metamorfose, da fase infantil (Mogwai) para o adulto (Gremlin), encapsulando-se em uma pupa, como uma borboleta.
Eles também tiveram aparições em desenhos animados da Warner Bros, e no seriado "Twilight Zone" (terceiro episódio da quinta temporada, intitulado Pesadelo a 20.000 pés).
Os gremlins também apareceram na expansão do jogo eletrônico Quake intitulada "Quake: Scourge of Armagon". No jogo,eles podem roubar a arma que o jogador estiver usando no momento e usá-la contra este.